# Boot Camp
Boot Camp — программное обеспечение, распространяемое Apple Inc., которое позволяет устанавливать Microsoft Windows XP Service Pack 2 Home или Professional, Windows Vista, Windows 7, Windows 8, Windows 10 на Intel Macintosh компьютеры. Boot Camp поэтапно проводит пользователя через безопасную переразбивку разделов жёсткого диска (включающую в себя изменение размера существующего раздела HFS+ (файловая система macOS), если это необходимо) и создание образа CD с драйверами для операционной системы Windows NT. В дополнение к драйверам устройств, компакт-диск включает в себя аплет для Панели управления Windows для первоначальной настройки системы.

## Обзор
Boot Camp — утилита для установки Windows на компьютер Mac. Boot Camp помогает создать дополнительный раздел на диске, на который будет устанавливаться Windows. Boot Camp помогает подготовить USB с дистрибутивом Windows (на основе ISO-образа). Так же Boot Camp может скачать необходимые драйвера для оборудования, которые нужны для работы Windows на компьютере Mac.
Для переключения между операционной системой macOS и Windows, компьютер должен быть перезагружен. Для выбора ОС нужно непосредственно после включения компьютера некоторое время удерживать клавишу Option (Alt). Это выведет на экран перечень доступных вариантов загрузки, что позволит пользователю выбрать требуемую операционную систему.
Boot Camp требует обновления прошивки на ранних Intel-Mac’ах до последней версии, которая включает в себя загрузчик и модуль эмуляции БИОС, чтобы позволить EFI работать с «обычными» (не Mac OS) ОС.
Для установки Windows, утилита Boot camp предлагает отделить часть пространства основного диска под нужды Windows.
При этом новый раздел диска предлагается форматировать под Fat32 (если он до 32 ГБ) или под NTFS, если больше. В дальнейшем NTFS-раздел оказывается под macOS доступен только для чтения, а основной раздел системы macOS под Windows оказывается вовсе не виден. Сейчас существуют сторонние решения для организации полноценного доступа, к тому же Apple, начиная с версии 10.6, добавила в свою операционную систему драйвер для доступа к диску macOS из-под Windows в режиме чтения.
Стоит отметить, что Apple официально не продаёт копии Windows в своих магазинах. Boot Camp включён в состав Mac OS X v10.5 (Leopard). Для версии 10.4 была доступна бета-версия Boot Camp, срок доступности которой уже истёк.

## Требования
Для использования Boot Camp необходимо следующее:
- Mac OS X 10.5 или более поздней версии
- Последние обновления прошивки для компьютера Mac и установите все доступные обновления ОС OS X. Можно их установить при помощи функции Обновление ПО через программу «App Store»
- Программа «Ассистент Boot Camp», которая находится в папке /Программы/Утилиты/. Можно также открыть Launchpad и в поле поиска ввести «Ассистент Boot Camp»
- не менее 2 ГБ оперативной памяти
- 30 ГБ свободного места на диске при первой установке ОС Windows или 40 ГБ при обновлении более ранней версии Windows
- USB-накопитель объёмом 8 ГБ или внешний диск в формате MS-DOS (FAT) для установки загруженных драйверов
- оригинальный установочный диск Microsoft Windows или образ ISO. ОС Windows можно установить с помощью DVD-дисков или загруженных версий (ISO) ОС Windows 7, Windows 8 и Windows 8.1

## Неподдерживаемые устройства
В версии 1.2 создаваемый диск с драйверами предоставляет поддержку большинства компонентов и устройств под Windows XP и Vista, однако следующие устройства не поддерживаются:
- сенсор движений в MacBook и MacBook Pro
- адаптер TV-out -> S-video и композитный выход (во всех системах Intel, где работают DVI -> VGA адаптеры).

## Поддерживаемые версии ОС Windows
Только оригинальные:
- Windows XP: Home Edition или Professional с пакетом обновления 2 или 3 (Boot Camp 3)
- Windows Vista: Home Basic, Home Premium, Business или Ultimate, пакет обновления 1 или более поздней версии (Boot Camp 3)
- Windows 7: Домашняя расширенная, Профессиональная или Максимальная (Boot Camp 4 или 5.1)
- Windows 8: Windows 8 или 8.1, Windows 8 или 8.1 Pro (Boot Camp 5.1 или Boot Camp 6)
- Windows 10 (только Boot Camp 6)

### Другие операционные системы
Windows 8 (только 64-bit) официально допускается под OS Lion или Mountain Lion на платформах MacBook Air mid-2011, 13-дюймовых mid-2011 или 15- или 17-дюймовых mid-2010 MacBook Pro, mid-2011 Mac Mini, 21-дюймовых mid-2011 или 27-дюймовых mid-2010 iMac или mid-2009 Mac Pro, либо более поздних. Официально поддерживается запуск Windows 8 или Windows 8 Pro (64-bit) и Windows 7 Home Premium, Professional и Ultimate (64- и 32-bit).
Для более ранних моделей документация Apple указывает, что требуется копия Windows XP Service Pack 2 (только 32-bit) или Windows Vista или Windows 7 (та и другая 32- или 64-bit) для установки посредством Boot Camp; однако, следует отметить, что и другие ОС были успешно установлены. Другие версии Windows, такие как Windows XP Professional x64 Edition и Windows Server 2003 успешно функционировали. Кроме того, различные дистрибутивы Linux, GNU, OpenSolaris, Nexenta OS (Alpha 6 Elatte) тоже работали, что открывает возможности к установке различных вариантов GNU.
Наиболее важный вопрос, возникающий при установке официально неподдерживаемой ОС, касается драйверов устройств под эту ОС. Особенно не хватает драйверов для не-Windows операционных систем, из-за того, что Apple создала драйверы только для 32-битной версии Windows XP и Vista. 64-битная версия Windows также испытывает нехватку драйверов. Аппаратное обеспечение, использованное в Intel-Mac’ах, имеет драйверы для большинства ОС, но драйверы для различного оборудования, такого, как камера Apple iSight, модуль bluetooth Apple bluetooth, Apple track pad, а также различные расширения ПО, такие как клавиатура Apple и контроллер яркости, написаны специально для 32-битных версий Windows XP и Vista.

## Ошибки работы
Программа пытается изменить размер раздела, с которого запущена система и сама программа. Нередко, по разным причинам, возникают ошибки (зависание системы, ошибка «Kernel Panic» и т.д). В этом нет ничего страшного. Несмотря на отсутствие подобных инструкций на официальном сайте программы, дополнительный раздел можно добавить без использования данной программы.
- В первую очередь следует устранить ошибки, возникающие в результате некорректного завершения работы программы.
- После загрузки с установочного диска Mac OS X Leopard следует запустить программу «Disk Utility» («Дисковая Утилита»), отметить основной (системный) диск и выполнить «Repair disk» («Восстановить диск»).
- Добавляем раздел.
- Во вкладке «Partition» нажимаем значок «+» (добавление раздела). Указав формат MS-DOS (FAT32), задаем размер и имя. Проверяем данные, после чего запускаем процедуру изменения разделов. Mac OS X Leopard умеет изменять разделы без потери данных («на лету»), но следует сделать резервную копию важных данных.

После выполнения этих процедур в обычном режиме следует запустить «BootCamp Assistant» и произвести установку Windows на Mac.

## История версий
- 1.0 бета (5 апреля 2006)
  - Первый релиз
- 1.1 бета (26 августа 2006)
  - Поддержка новых Intel-based Macintosh компьютеров
  - Easier partitioning using presets for popular sizes
  - Возможность установить Windows XP на любой встроенный диск
  - Поддержка встроенных камер iSight
  - Поддержка встроенных микрофонов
  - Нажатие правой кнопки мыши при нажатии правой клавиши Apple на клавиатурах Apple
  - Improved Apple keyboard support including Delete, PrintScreen, NumLock, and ScrollLock keys
- 1.1.1 бета (14 сентября 2006)
  - Поддержка новых iMac на процессорах Core 2 Duo
- 1.1.2 бета (30 октября 2006)
  - Исправлена работа Apple USB модема
  - Трекпад корректно работает с прокруткой и имитацией правой кнопки мыши
  - Исправлены ошибки в режиме сна
  - Сокращены диалоговые окна в процессе установки драйверов Windows
  - Улучшена языковая поддержка
  - Улучшена поддержка Wi-Fi сети стандарта 802.11
- 1.2 бета (28 марта 2007)
  - Поддержка Windows Vista (32-битной версии)
  - Обновлены драйверы для трекпада, AppleTime (sync), звука, графики, модема и камеры iSight
  - Поддержка Apple Remote (совместимо и с iTunes, и с Windows Media Player)
  - Значок в системном трее Windows для лёгкого доступа к параметрам Boot Camp
  - Иправлена поддержка клавиатуры для русского, корейского, китайского, шведского, датского, норвежского, финского и French Canadian языков
  - Исправлен мастер установки драйверов для Windows NT
  - Обновлена документация и онлайн-справка Boot Camp в Windows
  - Apple Software Update (для Windows XP и Vista)
- 1.3 бета (7 июня 2007)
  - Поддержка подсветки клавиатуры (только для MacBook Pro)
  - Apple Remote pairing
  - Обновлены графические драйверы
  - Улучшен инсталлятор драйверов Boot Camp
  - Улучшена клавиатурная поддержка национальных языков
  - Исправлены ошибки в локализации
  - Обновлена справка по Boot Camp в Windows
- 2.0 — входит в состав Mac OS X 10.5 (Leopard)
- 2.1 (24 апреля 2008) — обновление для Boot Camp, улучшающее поддержку Windows Vista (добавляет поддержку Windows Vista x64) и Windows XP SP3[5]
- 3.0 (20 января 2010)
  - Добавлена поддержка Windows 7 Home Premium, Professional и Ultimate, версии 32-бит и 64-бит.
- 4.0 (20 июля 2011)
  - Требуется как минимум OS X Lion

## Драйвера для Windows в комплекте Boot Camp 3.2 и выше
- Apple Bluetooth
- Apple Keyboard Support
- Apple Remote Driver
- Apple Trackpad
- Atheros 802.11 Wireless
- ATI  - видео
- Boot Camp control panel for Microsoft Windows
- Boot Camp System Task Notification item (в области уведомлений)
- Broadcom Wireless
- Intel Chipset Software
- Intel Integrated Graphics - видео
- iSight Camera
- Marvel Yukon[англ.] - Ethernet
- nVidia - видео
- Cirrus Logic - аудио
- Realtek - аудио
- SigmaTel[англ.] - аудио
- Startup Disk control panel for Microsoft Windows

## Название
Boot Camp в английской разговорной речи называют воинскую часть для обучения новобранцев и сам курс молодого бойца. Скорее всего, в компьютерной терминологии имеет место и игра значений слова boot (здесь — это загрузка (операционной системы)) и companion (компаньон, напарник).